# Helmut Cämmerer
Helmut Cämmerer (n. 5 mai 1911, Hamburg, Imperiul German – d. 4 octombrie 1997, Buchholz in der Nordheide, Saxonia Inferioară, Germania) a fost un canoist german, medaliat olimpic. A participat la o ediție a Jocurilor Olimpice (1936) în care a câștigat o medalie de argint.

## Participări
Lista de mai jos prezintă principalele competiții la care a participat Helmut Cämmerer de-a lungul carierei.
- Olympische Sommerspiele 1936/Kanu – Einer-Kajak 1000 m (Männer)[*]